# Creu d'en Verdera
La creu d'en Verdera és una creu de terme situada al carrer de ses Estrelles, al nucli urbà de Campos, Mallorca. És contemporània i construïda de pedra i marès amb paredat en verd. Té una base de planta octogonal amb terminació troncocònica. També són de secció octogonal el fust i el capitell, el qual té una decoració de diamants a cada una de les cares. La creu és llatina de braços rectes amb terminacions trifoliades i decoració de diamants disposats en forma de creu.